# Belgisches Viertel

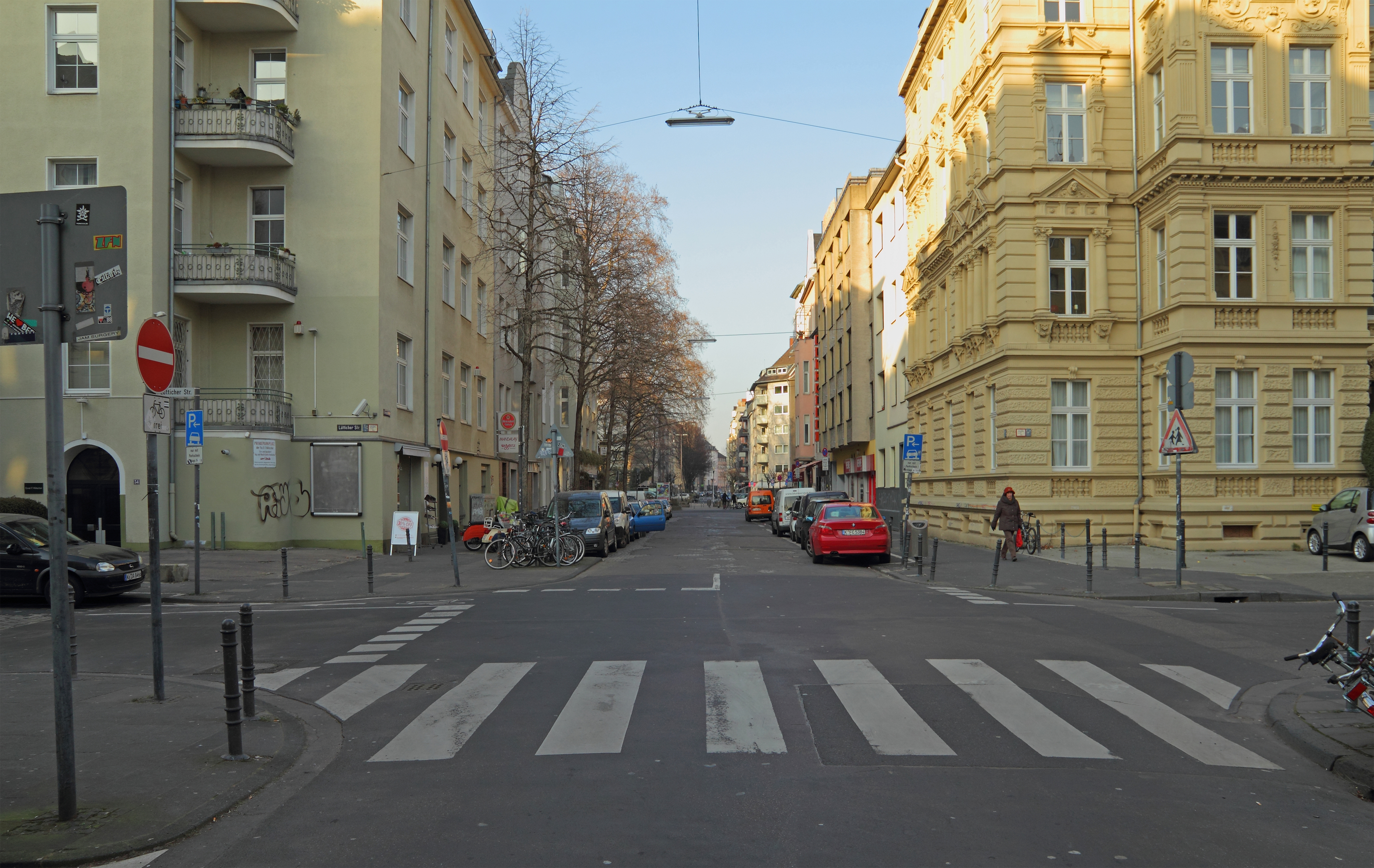
De Brüsseler Straße

Het Belgisches Viertel is een wijk in het centrum van Keulen in de Stadtbezirk Neustadt-Nord. Hij wordt begrensd door de Hohenzollernring, de Aachener Straße en de Venloer Straße en is vernoemd naar de straatnamen, die allemaal verwijzen naar Belgische provincies of steden. Zo zijn er straatnamen die verwijzen naar Antwerpen, Gent, Brabant, Limburg, Brussel, Luik en Vlaanderen. Het centrum van het Belgisches Viertel is de Brüsseler Platz.

## Trivia
- In deze "Belgische Wijk" liggen ook de straten "Maastrichter Straße" en "Utrechter Straße". Al te nauwkeurig bleek men de definitie van België in Keulen niet te zien.
- De wijk ligt tussen de Romeinse Straten "Venloer Straße" en "Aachener Straße".